# Ключі від неба
«Ключі від неба» (рос. «Ключи от неба») — український радянський художній фільм 1964 року режисера Віктора Іванова.

## Сюжет
Хлопець-радіоаматор Семен Лагода йде служити до військ ППО. На біду, він потрапляє в той самий ракетний дивізіон, де служить молодий лейтенант Кирилов, а Семен, іще бувши цивільним, спромігся посваритися з ним. Семен чомусь упевнений, що лейтенант прагне йому помститися. Після низки кумедних пригод і непорозумінь усе встає на свої місця. Семен із Кириловим знаходять порозуміння, а коли дивізіон дістає справжнє бойове завдання — разом виконують його.

## Виконавці ролей
- Олександр Леньков — Семен Лагода
- Валерій Бессараб — Іван Кирилов
- Зоя Вихорева — Поліна, Семенова наречена
- Наталя Суровегіна — Аня, наречена Кирилова
- Генрих Осташевський — полковник Андреєв
- Олександр Гай — майор Оленин
- Андрій Гончар — лейтенант Филин
- В епізодах: В'ячеслав Воронін (лейтенант Самсонов), Володимир Волков (водій вантажівки), М. Гордевський, В. Запорожченко, А. Іванов, Маргарита Кошелева, Ганна Кушніренко (бабуся Поліни), В. Обручов, Микола Рушковський (генерал-майор), Марія Капніст (лаборантка), Людмила Сосюра (дружина Андреєва)

## Знімальна група
- Автор сценарію: Іван Стаднюк
- Режисер-постановник: Віктор Іванов
- Оператор-постановник: Михайло Іванов
- Художник-постановник: Віктор Мигулько
- Режисер: Микола Сергеєв
- Композитор: Вадим Гомоляка
- Текст пісень: Василя Федорова та Бориса Палійчука (солдатська)
- Звукооператор: Рива Бісновата
- Оператор: Яків Резник
- Художник-декоратор: Петро Максименко
- Гример: А. Дубчак
- Костюми: Т. Глинкової
- Монтажер: Н. Яценко
- Оркестр і хор Українського радіо, диригент: В. Тольба, хормейстер: Г. Таранченко
- Комбіновані зйомки:
  - оператор: Г. Сигалов
  - художник: Володимир Цирлин
- Редактор: Володимир Сосюра
- Директори картини: Н. Шаров, Леонід Нізгурецький